# Élections législatives albanaises de 2021
Les élections législatives albanaises de 2021 (en albanais : Zgjedhjet parlamentare në Shqipëri, 2021) ont lieu le 25 avril 2021 afin d'élire les 140 députés de la 10e législature de l'Assemblée d'Albanie pour un mandat de quatre ans.
Le scrutin est une victoire pour le Parti socialiste du Premier ministre sortant Edi Rama, qui conserve la majorité absolue.

## Contexte
Les élections législatives de juin 2017 voient la victoire du Parti socialiste d'Albanie (PSSh), qui remporte la majorité absolue des sièges. Son dirigeant, Edi Rama est reconduit au poste de Premier ministre.
La vie politique de l'Albanie est agitée et parfois violente depuis les années 1990. Les résultats des élections sont systématiquement contestés par les perdants et donnent lieu à des accusations de fraude. Les achats de vote sont égalent fréquents dans les quartiers pauvres.
La campagne électorale de 2021 est notamment marquée par les révélations d'un site d’information concernant le détournement par le Parti socialiste des données personnelles de près d’un million d’électeurs. Celles-ci auraient été utilisées pour influencer le scrutin. Le Parti socialiste aurait en outre procédé à un fichage politique de la population, utilisant ses employés pour espionner un groupe de personnes d’un même voisinage afin d'identifier leurs opinions politiques.
Dans les derniers jours de campagne, un militant socialiste est abattu par des membres du Parti démocrate.

## Système électoral

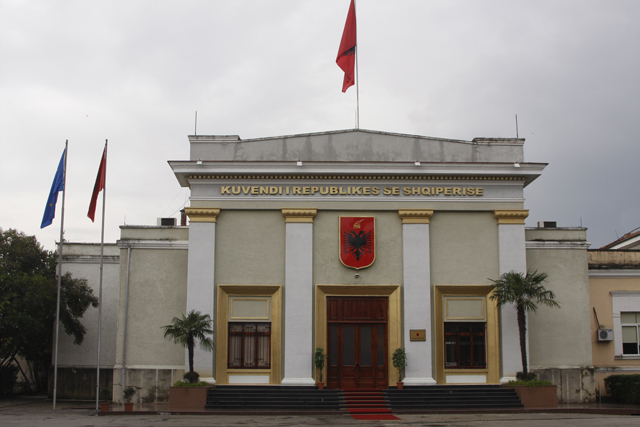
Bâtiment de l'Assemblée (Tirana).

L'Assemblée (Kuvendi) est le parlement unicaméral de la république d'Albanie. Elle est composée de 140 députés élus pour une législature de quatre ans au scrutin proportionnel plurinominal avec listes ouvertes et un seuil électoral de 1 % au niveau national.
Les sièges sont répartis dans 12 circonscriptions, correspondant aux préfectures du pays, à raison de 4 à 36 sièges par circonscription selon leur population. Après décompte des suffrages, les sièges sont attribués à chaque liste selon la méthode d'Hondt. 
Les listes sont semi-ouvertes : l'électeur peut exprimer un vote préférentiel pour un candidat de la liste choisie. Le système possède cependant la particularité de permettre aux partis de présenter des listes dont les candidats sont répartis en deux groupes. Tous voient leur place dans leur groupe déterminée par le nombre de votes préférentiels réunis sur leur nom, mais ceux du premier groupe se voient élus en priorité, tandis que ceux du second groupe ne peuvent monter dans le premier que s'ils obtiennent au moins 10 000 voix de préférence. Ils remplacent les candidats du premier groupe ayant reçu à la fois le moins de suffrages préférentiels et moins de votes préférentiels que les promus du second groupe. Le vote n'est pas obligatoire.
Ces élections sont les premières à se tenir depuis la réforme du Code électoral votée le 5 octobre 2020 par 96 voix contre 15, qui introduit les listes semi-ouvertes et abaisse le seuil électoral à 1 % (il était auparavant fixé à 3 % pour les partis et 5 % pour les coalitions).

## Campagne

### Principales forces en présence
| Liste | Liste | Liste | Positionnement et idéologie                                | Chef de file                | Résultats précédents | Résultats précédents | Fin de législature |
| Liste | Liste | Liste | Positionnement et idéologie                                | Chef de file                | %                    | Sièges               | Fin de législature |
| ----- | --- | ----- | ---------------------------------------------------------- | --------------------------- | -------------------- | -------------------- | ------------------ |
|       | Parti socialiste d'Albanie | PSSh  | Centre gauche Social-démocratie, social-libéralisme        | Edi Rama (Premier ministre) | 48,34                | 74 / 140             | 74 / 140           |
|       | Alliance pour le changement - Parti démocrate d'Albanie - Parti républicain d'Albanie - Parti pour la justice, l'intégration et l'unité - Parti agrarien environnementaliste - Parti Mouvement Légalité - Parti de l'Union pour les droits de l'homme | AN    | Centre droit à droite Conservatisme, démocratie chrétienne | Lulzim Basha                | 34,19                | 46 / 140             | 11 / 140           |
|       | Mouvement socialiste pour l'intégration | LSI   | Centre gauche Social-démocratie                            | Monika Kryemadhi            | 14,28                | 19 / 140             | 0 / 140            |
|       | Parti social-démocrate | PSD   | Centre gauche Social-démocratie                            | Tom Doshi                   | 0,95                 | 1 / 140              | 1 / 140            |

## Résultats
|                           |                                                  |           |       |       |        |               |  |  |  |  |  |  |  |  |
| Partis                    | Partis                                           | Voix      | %     | +/-   | Sièges | +/-           |  |  |  |  |  |  |  |  |
|                           | Parti socialiste d'Albanie (PSSh)                | 768 177   | 48,67 | 0,33  | 74     | en stagnation |  |  |  |  |  |  |  |  |
|                           | Alliance pour le changement (AN)                 | 622 187   | 39,43 | 10,58 | 59     | 13            |  |  |  |  |  |  |  |  |
|                           | Mouvement socialiste pour l'intégration (LSI)    | 107 538   | 6,81  | 7,47  | 4      | 15            |  |  |  |  |  |  |  |  |
|                           | Parti social-démocrate (PSD)                     | 35 475    | 2,25  | 1,30  | 3      | 2             |  |  |  |  |  |  |  |  |
|                           | Initiative mot-dièse (NTH)                       | 10 217    | 0,65  | Nv    | 0      | en stagnation |  |  |  |  |  |  |  |  |
|                           | Conviction démocratique (BD)                     | 8 239     | 0,52  | Nv    | 0      | en stagnation |  |  |  |  |  |  |  |  |
|                           | Mouvement pour le changement (LN)                | 7 054     | 0,45  | Nv    | 0      | en stagnation |  |  |  |  |  |  |  |  |
|                           | Parti du mouvement démocratique albanais (PLDSH) | 4 705     | 0,30  | Nv    | 0      | en stagnation |  |  |  |  |  |  |  |  |
|                           | Parti du nouveau mouvement (LRE)                 | 3 767     | 0,24  | Nv    | 0      | en stagnation |  |  |  |  |  |  |  |  |
|                           | Nouvelle alliance démocratique (ADR)             | 3 232     | 0,20  | 0,17  | 0      | en stagnation |  |  |  |  |  |  |  |  |
|                           | Parti du front national albanais (PBK)           | 1 946     | 0,12  | Nv    | 0      | en stagnation |  |  |  |  |  |  |  |  |
|                           | Coalition d'alliance unie du peuple (ABEOK)      | 1 376     | 0,09  | Nv    | 0      | en stagnation |  |  |  |  |  |  |  |  |
|                           | Indépendants                                     | 4 247     | 0,27  | Nv    | 0      | en stagnation |  |  |  |  |  |  |  |  |
|                           |                                                  |           |       |       |        |               |  |  |  |  |  |  |  |  |
| Suffrages exprimés        | Suffrages exprimés                               | 1 578 117 | 95,00 |       |        |               |  |  |  |  |  |  |  |  |
| Votes blancs et invalides | Votes blancs et invalides                        | 83 059    | 5,00  |       |        |               |  |  |  |  |  |  |  |  |
| Total                     | Total                                            | 1 661 176 | 100   | –     | 140    | en stagnation |  |  |  |  |  |  |  |  |
| Abstentions               | Abstentions                                      | 1 927 693 | 53,71 |       |        |               |  |  |  |  |  |  |  |  |
| Inscrits / participation  | Inscrits / participation                         | 3 588 869 | 46,29 |       |        |               |  |  |  |  |  |  |  |  |

## Analyse et conséquences
Le Parti socialiste sort vainqueur avec une part des voix presque inchangée en quatre ans, ce qui lui permet de conserver sa majorité absolue à l'Assemblée. Ce résultat permet au Premier ministre sortant Edi Rama de se maintenir pour un troisième mandat, une première dans le pays depuis le rétablissement du multipartisme en 1991.
Une enquête du média d'investigation BIRN soutient que la police a choisi d'ignorer les preuves d’achats de votes par le Parti socialiste.

## Tentative de destitution du président Ilir Meta
Le 9 juin 2021, l'Assemblée d'Albanie vote à une large majorité de 104 voix sur 121 la destitution du président Ilir Meta, pour n'avoir pas respecté la Constitution de l'Albanie en participant à la campagne des législatives, en violation de son devoir de neutralité. Meta reste toutefois en place jusqu'à ce que la Cour constitutionnelle donne son avis. Le 17 février, la Cour constitutionnelle annonce l'abrogation de la décision de l'assemblée, jugeant que les faits présentés « ne constituent pas une violation de la constitution ». Une confirmation de la destitution aurait provoquée la tenue de l'élection présidentielle avec un an d'avance.